# Коммерзейл
Коммерзейл (нід. Kommerzijl, нід. вимова: [ˈkɔ.mərˌzɛi̯l]) — село в нідерландській провінції Гронінген. Входить до муніципалітету Вестерквартір. Його населення станом на 2021 рік складало 505 осіб.

## Галерея

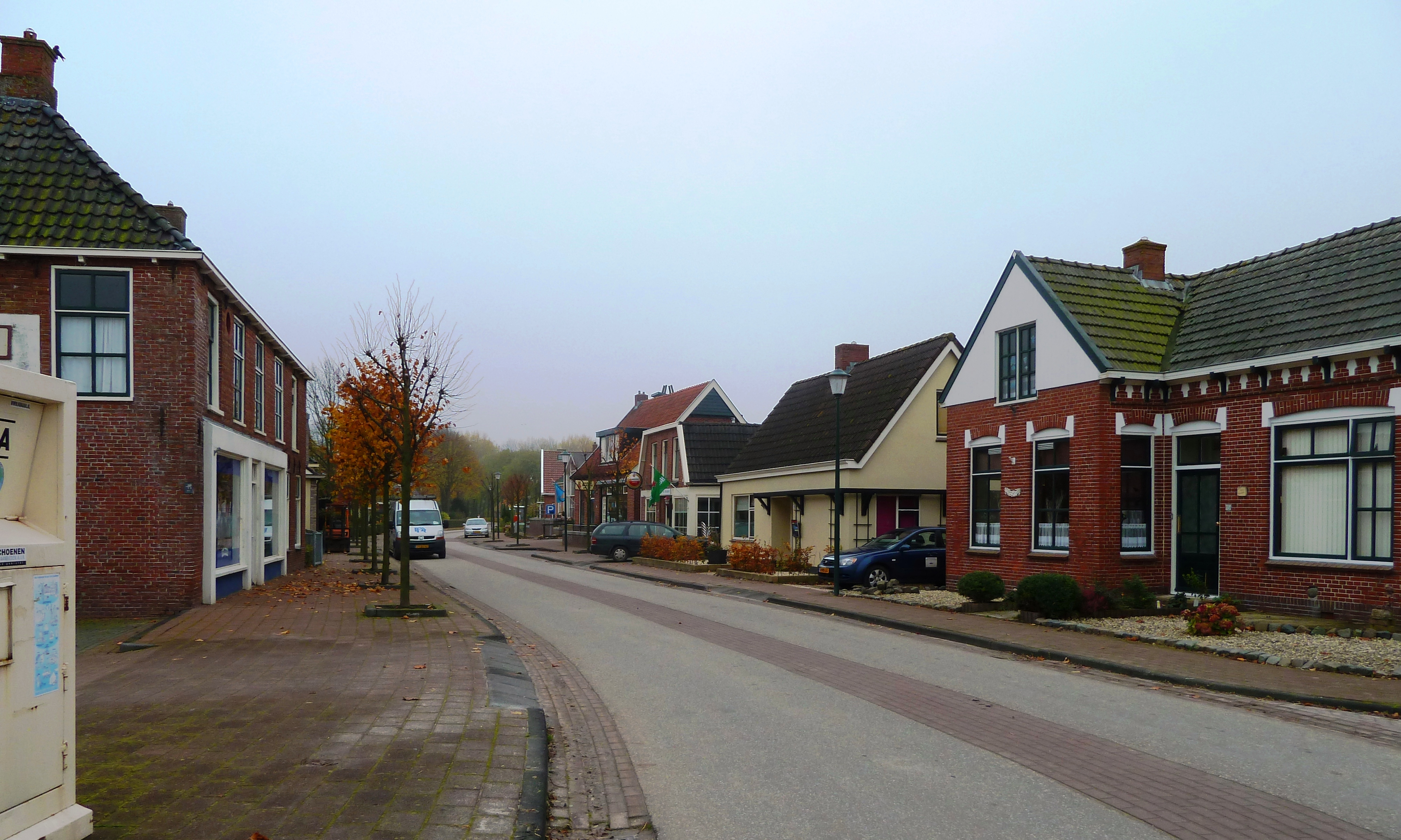
Сільська вулиця у напрямі Нізейла
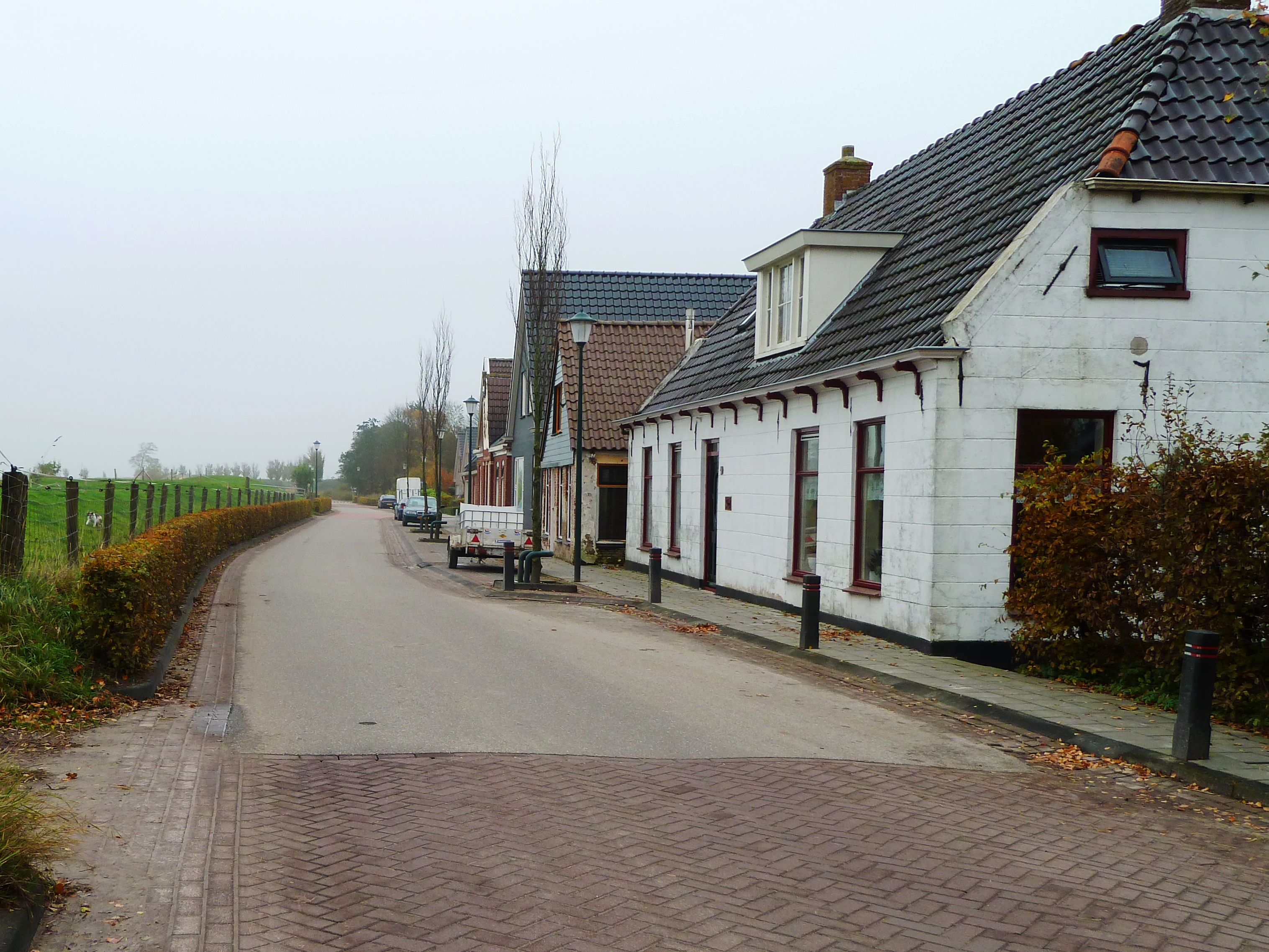
Сільська вулиця у напрямі Олдегове
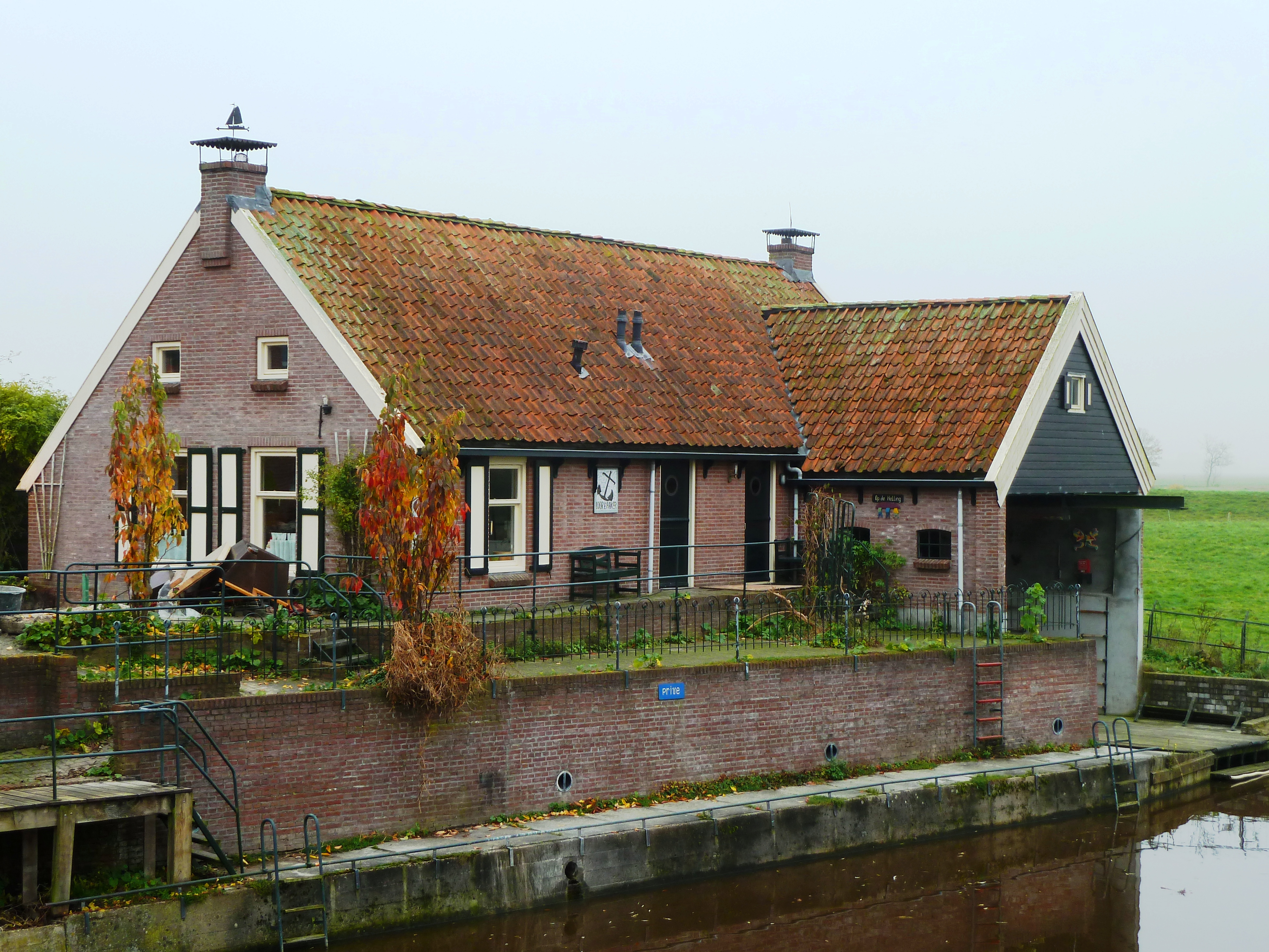
Сільський будинок